# 30788 Angekauffmann
30788 Angekauffmann este un asteroid din centura principală de asteroizi.

## Descriere
30788 Angekauffmann este un asteroid din centura principală de asteroizi. A fost descoperit pe 8 septembrie 1988 la Tautenburg de Freimut Börngen. Asteroidul prezintă o orbită caracterizată de o semiaxă mare de 2,63 ua, o excentricitate de 0,20 și o înclinație de 26,8° în raport cu ecliptica.